# تمام رم در برابر او لرزید
تمام رم در برابر او لرزید (ایتالیایی: Avanti a lui tremava tutta Roma) یک فیلم موزیکال ملودرام جنگی ایتالیایی به کارگردانی کارمینه گالونه است که در سال ۱۹۴۶ منتشر شد.
به‌لحاظ سبک، این فیلم تلفیقی از اجرهای اپرایی و ملودرام مقاومتی نئورئالیستی است. عنوان فیلم اشاره به یکی از ترانه‌های اپرای توسکا اثرِ جاکومو پوچینی دارد که معمولاً در دو دیز و حتی به‌صورت دکلمه خوانده می‌شود.

## بازیگران
- آنا مانیانی
- تیتو گابی
- هانس هینریش
- جینو سینیمبرگی
- گوئیدو نوتاری
- تینو اسکوتی
- گولیلمو سیناتس
- جوزپه وارنی
- کارلو دوسه
- آوه نینکی
- اِدا آلبرتینی